# Paris-Camembert 2014
La 74e édition de Paris-Camembert a eu lieu le 15 avril 2014. C'est la cinquième épreuve de la Coupe de France de cyclisme sur route 2014. La course fait partie du calendrier UCI Europe Tour 2014 en catégorie 1.1.
Elle a été remportée lors d'un sprint regroupant vingt-cinq coureurs par le Français Bryan Coquard (Europcar) devant ses compatriotes Samuel Dumoulin (AG2R La Mondiale) et Laurent Pichon (FDJ.fr).

## Présentation

### Équipes
Classé en catégorie 1.1 de l'UCI Europe Tour, Paris-Camembert est par conséquent ouvert aux UCI ProTeams dans la limite de 50 % des équipes participantes, aux équipes continentales professionnelles, aux équipes continentales et aux équipes nationales.
L'organisateur a communiqué la liste des équipes invitées le 28 mars 2014. Quatorze équipes participent à ce Paris-Camembert - trois ProTeams, trois équipes continentales professionnelles et huit équipes continentales :
| UCI ProTeams     | UCI ProTeams | UCI ProTeams |
| Nom de l'équipe  | Pays         | Code         |
| ---------------- | ------------ | ------------ |
| AG2R La Mondiale | France       | ALM          |
| Europcar         | France       | EUC          |
| FDJ.fr           | France       | FDJ          |

| Équipes continentales professionnelles | Équipes continentales professionnelles | Équipes continentales professionnelles |
| Nom de l'équipe                        | Pays                                   | Code                                   |
| -------------------------------------- | -------------------------------------- | -------------------------------------- |
| Bretagne-Séché Environnement           | France                                 | BSE                                    |
| Cofidis                                | France                                 | COF                                    |
| Topsport Vlaanderen-Baloise            | Belgique                               | TSV                                    |

| Équipes continentales   | Équipes continentales | Équipes continentales |
| Nom de l'équipe         | Pays                  | Code                  |
| ----------------------- | --------------------- | --------------------- |
| 3M                      | Belgique              | MMM                   |
| Area Zero               | Italie                | AZT                   |
| BigMat-Auber 93         | France                | BIG                   |
| Differdange-Losch       | Luxembourg            | CCD                   |
| La Pomme Marseille 13   | France                | LPM                   |
| Raleigh                 | Royaume-Uni           | RAL                   |
| Rietumu-Delfin          | Lettonie              | RBD                   |
| Roubaix Lille Métropole | France                | RLM                   |

## Classement final
|    | Coureur           | Pays     | Équipe           |    | Temps           |
| -- | ----------------- | -------- | ---------------- | -- | --------------- |
| 1  | Bryan Coquard     | France   | Europcar         | en | 4 h 41 min 56 s |
| 2  | Samuel Dumoulin   | France   | AG2R La Mondiale | +  | m.t             |
| 3  | Laurent Pichon    | France   | FDJ.fr           |    | m.t             |
| 4  | Romain Hardy      | France   | Cofidis          |    | m.t             |
| 5  | Anthony Roux      | France   | FDJ.fr           |    | m.t             |
| 6  | Julien Simon      | France   | Cofidis          |    | m.t             |
| 7  | Gerry Druyts      | Belgique | 3M               |    | m.t             |
| 8  | Sébastien Minard  | France   | AG2R La Mondiale |    | m.t             |
| 9  | Stéphane Rossetto | France   | BigMat-Auber 93  |    | m.t             |
| 10 | Romain Bardet     | France   | AG2R La Mondiale |    | m.t             |

## Liste des participants
- Liste de départ complète

| Légende | Légende                                                                    | Légende | Légende                                                    |
| ------- | -------------------------------------------------------------------------- | ------- | ---------------------------------------------------------- |
| Num     | Dossard de départ porté par le coureur sur ce Paris-Camembert              | Pos     | Position à l'arrivée de la course                          |
|         | Indique un maillot de champion national ou mondial, suivi de sa spécialité | NP      | Indique un coureur qui n'a pas pris le départ de la course |
| AB      | Indique un coureur qui n'a pas terminé la course                           | HD      | Indique un coureur qui a terminé la course hors des délais |

| FDJ.fr FDJ | FDJ.fr FDJ                     | FDJ.fr FDJ |
| ---------- | ------------------------------ | ---------- |
| Num        | Coureur                        | Pos        |
| 1          | Pierrick Fédrigo (FRA)         | 22e        |
| 2          | Anthony Geslin (FRA)           | 25e        |
| 3          | Arnaud Courteille (FRA)        | 59e        |
| 4          | Pierre-Henri Lecuisinier (FRA) | 48e        |
| 5          | Laurent Mangel (FRA)           | 62e        |
| 6          | Anthony Roux (FRA)             | 5e         |
| 7          | Laurent Pichon (FRA)           | 3e         |
| 8          | Cédric Pineau (FRA)            | 18e        |

| BigMat-Auber 93 BIG | BigMat-Auber 93 BIG       | BigMat-Auber 93 BIG |
| ------------------- | ------------------------- | ------------------- |
| Num                 | Coureur                   | Pos                 |
| 11                  | Frédéric Brun (FRA)       | 75e                 |
| 12                  | Flavien Dassonville (FRA) | 27e                 |
| 13                  | Alo Jakin (EST)           | 76e                 |
| 14                  | Dimitri Le Boulch (FRA)   | 52e                 |
| 15                  | Stéphane Rossetto (FRA)   | 9e                  |
| 16                  | Steven Tronet (FRA)       | 42e                 |
| 17                  | Théo Vimpère (FRA)        | 15e                 |
| 18                  | Pierre Gouault (FRA)      | 49e                 |

| Topsport Vlaanderen-Baloise TSV | Topsport Vlaanderen-Baloise TSV | Topsport Vlaanderen-Baloise TSV |
| ------------------------------- | ------------------------------- | ------------------------------- |
| Num                             | Coureur                         | Pos                             |
| 21                              |                                 |                                 |
| 22                              | Victor Campenaerts (BEL)        | 36e                             |
| 23                              | Kenny De Ketele (BEL)           | 72e                             |
| 24                              | Moreno De Pauw (BEL)            | AB                              |
| 25                              | Jonas Rickaert (BEL)            | AB                              |
| 26                              | Tom Van Asbroeck (BEL)          | 35e                             |
| 27                              |                                 |                                 |
| 28                              | Otto Vergaerde (BEL)            | 74e                             |

| Bretagne-Séché Environnement BSE | Bretagne-Séché Environnement BSE | Bretagne-Séché Environnement BSE |
| -------------------------------- | -------------------------------- | -------------------------------- |
| Num                              | Coureur                          | Pos                              |
| 31                               | Brice Feillu (FRA)               | 28e                              |
| 32                               | Anthony Delaplace (FRA)          | 21e                              |
| 33                               | Romain Feillu (FRA)              | AB                               |
| 34                               | Armindo Fonseca (FRA)            | 13e                              |
| 35                               | Arnaud Gérard (FRA)              | 12e                              |
| 36                               | Florian Guillou (FRA)            | 23e                              |
| 37                               | Eduardo Sepúlveda (ARG)          | AB                               |
| 38                               | Florian Vachon (FRA)             | 41e                              |

| La Pomme Marseille 13 LPM | La Pomme Marseille 13 LPM | La Pomme Marseille 13 LPM |
| ------------------------- | ------------------------- | ------------------------- |
| Num                       | Coureur                   | Pos                       |
| 41                        | Julien Antomarchi (FRA)   | 24e                       |
| 42                        | Rémy Di Grégorio (FRA)    | 20e                       |
| 43                        | Julien El Fares (FRA)     | AB                        |
| 44                        | Domingos Gonçalves (POR)  | 60e                       |
| 45                        | Antoine Lavieu (FRA)      | 61e                       |
| 46                        | Thomas Rostollan (FRA)    | 83e                       |
| 47                        | José Gonçalves (POR)      | 39e                       |
| 48                        | Yoann Paillot (FRA)       | 54e                       |

| 3M MMM | 3M MMM                    | 3M MMM |
| ------ | ------------------------- | ------ |
| Num    | Coureur                   | Pos    |
| 51     | Jaap de Man (NED)         | AB     |
| 52     | Gerry Druyts (BEL)        | 7e     |
| 53     | Joren Segers (BEL)        | 89e    |
| 54     | Jimmy Janssens (BEL)      | 87e    |
| 55     | Sebastiaan Pot (NED)      | 71e    |
| 56     | Dylan van Zijl (NED)      | AB     |
| 57     | Jens Vandenbogaerde (BEL) | 68e    |
| 58     | Tim Vanspeybroeck (BEL)   | 69e    |

| Differdange-Losch CCD | Differdange-Losch CCD      | Differdange-Losch CCD |
| --------------------- | -------------------------- | --------------------- |
| Num                   | Coureur                    | Pos                   |
| 61                    | César Bihel (FRA)          | 46e                   |
| 62                    | Johan Coenen (BEL)         | 66e                   |
| 63                    | Jānis Dakteris (LAT)       | AB                    |
| 64                    | Christian Helmig (LUX)     | 70e                   |
| 65                    | Sebastiano Frassetto (ITA) | 73e                   |
| 66                    | Luboš Pelánek (CZE)        | 79e                   |
| 67                    | Joaquín Sobrino (ESP)      | AB                    |
| 68                    | Kevin Suarez (BEL)         | AB                    |

| AG2R La Mondiale ALM | AG2R La Mondiale ALM      | AG2R La Mondiale ALM |
| -------------------- | ------------------------- | -------------------- |
| Num                  | Coureur                   | Pos                  |
| 71                   | Romain Bardet (FRA)       | 10e                  |
| 72                   | Guillaume Bonnafond (FRA) | 47e                  |
| 73                   | Maxime Bouet (FRA)        | 84e                  |
| 74                   | Mikaël Cherel (FRA)       | 43e                  |
| 75                   | Axel Domont (FRA)         | AB                   |
| 76                   | Samuel Dumoulin (FRA)     | 2e                   |
| 77                   | Alexis Gougeard (FRA)     | 56e                  |
| 78                   | Sébastien Minard (FRA)    | 8e                   |

| Area Zero AZT | Area Zero AZT           | Area Zero AZT |
| ------------- | ----------------------- | ------------- |
| Num           | Coureur                 | Pos           |
| 81            | Silvio Giorni (ITA)     | 86e           |
| 82            | Fabio Chinello (ITA)    | AB            |
| 83            | Paolo Ciavatta (ITA)    | 11e           |
| 84            | Gianluca Leonardi (ITA) | 88e           |
| 85            | Gianluca Mengardo (ITA) | 58e           |
| 86            | Andrea Pasqualon (ITA)  | AB            |
| 87            | Simone Petilli (ITA)    | 40e           |
| 88            | Charly Petelin (ITA)    | 67e           |

| Europcar EUC | Europcar EUC              | Europcar EUC |
| ------------ | ------------------------- | ------------ |
| Num          | Coureur                   | Pos          |
| 91           | Giovanni Bernaudeau (FRA) | AB           |
| 92           | Bryan Coquard (FRA)       | 1er          |
| 93           | Bryan Nauleau (FRA)       | 32e          |
| 94           | Alexandre Pichot (FRA)    | 26e          |
| 95           | Romain Guillemois (FRA)   | 65e          |
| 96           | Tony Hurel (FRA)          | 44e          |
| 97           | Angélo Tulik (FRA)        | 45e          |
| 98           | Maxime Méderel (FRA)      | 29e          |

| Cofidis COF | Cofidis COF                 | Cofidis COF |
| ----------- | --------------------------- | ----------- |
| Num         | Coureur                     | Pos         |
| 101         | Yoann Bagot (FRA)           | 19e         |
| 102         | Nicolas Edet (FRA)          | 85e         |
| 103         | Romain Hardy (FRA)          | 4e          |
| 104         | Christophe Le Mével (FRA)   | 51e         |
| 105         | Romain Lemarchand (FRA)     | 50e         |
| 106         | Julien Simon (FRA)          | 6e          |
| 107         | Rudy Molard (FRA)           | 17e         |
| 108         | Rein Taaramäe (EST) (Route) | 33e         |

| Raleigh RAL | Raleigh RAL           | Raleigh RAL |
| ----------- | --------------------- | ----------- |
| Num         | Coureur               | Pos         |
| 111         | Alexandre Blain (FRA) | 77e         |
| 112         | Joseph Perrett (GBR)  | AB          |
| 113         | Liam Stones (GBR)     | 82e         |
| 114         | Matthieu Boulo (FRA)  | 14e         |
| 115         | Mark Christian (GBR)  | 31e         |
| 116         | Morgan Kneisky (FRA)  | 34e         |
| 117         | Evan Oliphant (GBR)   | 30e         |
| 118         | Ian Wilkinson (GBR)   | 57e         |

| Rietumu-Delfin RBD | Rietumu-Delfin RBD       | Rietumu-Delfin RBD |
| ------------------ | ------------------------ | ------------------ |
| Num                | Coureur                  | Pos                |
| 121                | Armands Bēcis (LAT)      | 78e                |
| 122                | Andžs Flaksis (LAT)      | NP                 |
| 123                | Emīls Liepiņš (LAT)      | AB                 |
| 124                | Peeter Pruus (EST)       | 53e                |
| 125                | Andris Smirnovs (LAT)    | 80e                |
| 126                | Andris Vosekalns (LAT)   | NP                 |
| 127                | Edgaras Kovaliovas (LTU) | 81e                |
| 128                |                          |                    |

| Roubaix Lille Métropole RLM | Roubaix Lille Métropole RLM | Roubaix Lille Métropole RLM |
| --------------------------- | --------------------------- | --------------------------- |
| Num                         | Coureur                     | Pos                         |
| 131                         | Julien Duval (FRA)          | 38e                         |
| 132                         | Quentin Jauregui (FRA)      | 16e                         |
| 133                         | Rudy Kowalski (FRA)         | 64e                         |
| 134                         | Romain Pillon (FRA)         | AB                          |
| 135                         | Baptiste Planckaert (BEL)   | 63e                         |
| 136                         | Jimmy Turgis (FRA)          | 37e                         |
| 137                         | Maxime Vantomme (BEL)       | 55e                         |
| 138                         | Franck Vermeulen (FRA)      | AB                          |